# Guineu voladora de les illes Salomó
La guineu voladora de les illes Salomó (Pteropus rayneri) és una espècie de ratpenat de la família dels pteropòdids. Viu a Papua Nova Guinea i Salomó. El seu hàbitat natural són els boscos secundaris, els manglars i les plantacions de cocoters. Està amenaçada per la caça i els fenòmens meteorològics extrems.